# Campeonato Paraibano Segunda Divisão 2019
In 2019 werd de 25ste editie van het Campeonato Paraibano Segunda Divisão gespeeld voor voetbalclubs uit de Braziliaanse staat Paraíba. De competitie werd georganiseerd door de FPF en werd gespeeld van 25 augustus tot 12 oktober. Sport Lagoa Seca werd kampioen.
In 2020 voert de FPF voor het eerst sinds 1962 de Terceira Divisão in waardoor er dit seizoen voor het eerst degradatie was. 

## Eerste fase

### Groep Agreste/Sertão
| Plaats | Club               | Wed. | W | G | V | Saldo | Ptn. |
| ------ | ------------------ | ---- | - | - | - | ----- | ---- |
| 1.     | Sport Lagoa Seca   | 5    | 5 | 0 | 0 | 15:3  | 15   |
| 2.     | Queimadense        | 5    | 3 | 1 | 1 | 7:4   | 10   |
| 3.     | Femar              | 5    | 3 | 0 | 2 | 8:7   | 9    |
| 4.     | Picuiense          | 5    | 1 | 1 | 3 | 4:7   | 4    |
| 5.     | Sabugy             | 5    | 1 | 1 | 3 | 6:11  | 4    |
| 6.     | Nacional de Pombal | 5    | 0 | 1 | 4 | 2:10  | 1    |

|  | Gekwalificeerd voor tweede fase |
|  | Degradatie                      |

### Groep Litoral/Brejo
| Plaats | Club                 | Wed. | W | G | V | Saldo | Ptn. |
| ------ | -------------------- | ---- | - | - | - | ----- | ---- |
| 1.     | São Paulo Crystal    | 6    | 5 | 1 | 0 | 8:2   | 16   |
| 2.     | Confiança            | 6    | 3 | 1 | 2 | 7:4   | 10   |
| 3.     | Auto Esporte         | 6    | 3 | 0 | 3 | 6:6   | 9    |
| 4.     | Internacional        | 6    | 3 | 0 | 3 | 5:6   | 9    |
| 5.     | Desportiva Guarabira | 6    | 2 | 2 | 2 | 9:8   | 8    |
| 6.     | Miramar              | 6    | 2 | 2 | 2 | 8:7   | 8    |
| 7.     | Spartax              | 6    | 0 | 0 | 6 | 1:11  | 0    |

|  | Gekwalificeerd voor tweede fase |
|  | Degradatie                      |

## Tweede fase
|  | halve finale      | halve finale | halve finale | halve finale |  |                   | finale | finale | finale | finale |
|  |                   |              |              |              |  |                   |        |        |        |        |
|  |                   |              |              |              |  |                   |        |        |        |        |
|  | Queimadense       | 0            | 0            | 0            |  |                   |        |        |        |        |
|  | São Paulo Crystal | 3            | 2            | 5            |  |                   |        |        |        |        |
|  |                   |              |              |              |  | São Paulo Crystal | 2      | 0      | 2      |        |
|  |                   |              |              |              |  | Sport Lagoa Seca  | 2      | 0      | 2      |        |
|  | Confiança         | 1            | 0            | 1            |  |                   |        |        |        |        |
|  | Sport Lagoa Seca  | 0            | 3            | 3            |  |                   |        |        |        |        |

### Kampioen
| Campeonato Paraibano de 2019 - Segunda Divisão |
| Paraíba                                        |
| ---------------------------------------------- |
| SPORT LAGOA SECA Kampioen (4° titel)           |